# 金星南
金星南（1919年12月1日—2016年），男，江苏青浦人，中国理论物理学家、计算数学家，曾任中国原子能科学研究院研究员。